# Shuhua
 (novembre 2024).
La mise en forme du texte ne suit pas les recommandations de Wikipédia : il faut le « wikifier ».
Les points d'amélioration suivants sont les cas les plus fréquents. Le détail des points à revoir est peut-être précisé sur la page de discussion.
- Les titres sont pré-formatés par le logiciel. Ils ne sont ni en capitales, ni en gras.
- Le texte ne doit pas être écrit en capitales (les noms de famille non plus), ni en gras, ni en italique, ni en « petit »…
- Le gras n'est utilisé que pour surligner le titre de l'article dans l'introduction, une seule fois.
- L'italique est rarement utilisé : mots en langue étrangère, titres d'œuvres, noms de bateaux, etc.
- Les citations ne sont pas en italique mais en corps de texte normal. Elles sont entourées par des guillemets français : « et ».
- Les listes à puces sont à éviter, des paragraphes rédigés étant largement préférés. Les tableaux sont à réserver à la présentation de données structurées (résultats, etc.).
- Les appels de note de bas de page (petits chiffres en exposant, introduits par l'outil «  Source ») sont à placer entre la fin de phrase et le point final[comme ça].
- Les liens internes (vers d'autres articles de Wikipédia) sont à choisir avec parcimonie. Créez des liens vers des articles approfondissant le sujet. Les termes génériques sans rapport avec le sujet sont à éviter, ainsi que les répétitions de liens vers un même terme.
- Les liens externes sont à placer uniquement dans une section « Liens externes », à la fin de l'article. Ces liens sont à choisir avec parcimonie suivant les règles définies. Si un lien sert de source à l'article, son insertion dans le texte est à faire par les notes de bas de page.
- La présentation des références doit suivre les conventions bibliographiques. Il est recommandé d'utiliser les modèles {{Ouvrage}}, {{Chapitre}}, {{Article}}, {{Lien web}} et/ou {{Bibliographie}}. Le mode d'édition visuel peut mettre en forme automatiquement les références.
- Insérer une infobox (cadre d'informations à droite) n'est pas obligatoire pour parachever la mise en page.

Pour une aide détaillée, merci de consulter Aide:Wikification.
Si vous pensez que ces points ont été résolus, vous pouvez retirer ce bandeau et améliorer la mise en forme d'un autre article.
Yeh Shuhua (Chinois : 葉舒華) née le 6 janvier 2000, connue sous le nom de Shuhua (Coréen : 슈화), est une chanteuse taïwanaise basée en Corée du Sud. Elle est membre du groupe du girl group sud-coréen (G)I-dle, qui a fait ses débuts sous Cube Entertainment en mai 2018.

## Début de vie
Shuhua naît le 6 janvier 2000 à Yangmei, Taoyuan, Taiwan, en étant la deuxième de trois filles. Son père est Hakka et sa mère est Tayal. La langue maternelle de Shuhua est le mandarin taïwanais, et elle reconnaît ne pas maîtriser parfaitement le hakka taïwanais. De plus, elle maîtrise parfaitement le coréen, l'anglais et le japonais. Elle a fréquenté l'école des arts Hwa Kang avec une spécialisation en théâtre. Elle s'est intéressée à la K-pop après avoir été inspirée par Hyuna.

## Carrière

### 2016-2018: Activités anvant les débuts
Dans sa jeunesse, fascinée par les acteurs de la télévision, elle rêvait de devenir une célébrité, exprimant ses aspirations avec détermination. En mai 2016, Shuhua a été recrutée par Cube Entertainment lors de l'audition Cube Star World. Elle a terminé sa première année de lycée avant de déménager en Corée du Sud pour être stagiaire,. Malgré ses craintes de déménager dans un pays étranger à un jeune âge, elle a décidé de poursuivre ses rêves, craignant d’éventuels regrets si elle ne saisissait pas cette chance. Le plus grand défi de sa vie de stagiaire a été de surmonter la barrière de la langue et de s'efforcer de comprendre le coréen. En juin 2017, Shuhua a participé à une vidéo promotionnelle pour Rising Star Cosmetics avec Yuqi et Minnie, futurs membres du groupe (G)I-dle. En septembre 2017, elle et Yoo Seon-ho ont joué dans le clip vidéo « Pet » de 10cm.

### Depuis 2018: activités avec (G)I-dle et solo

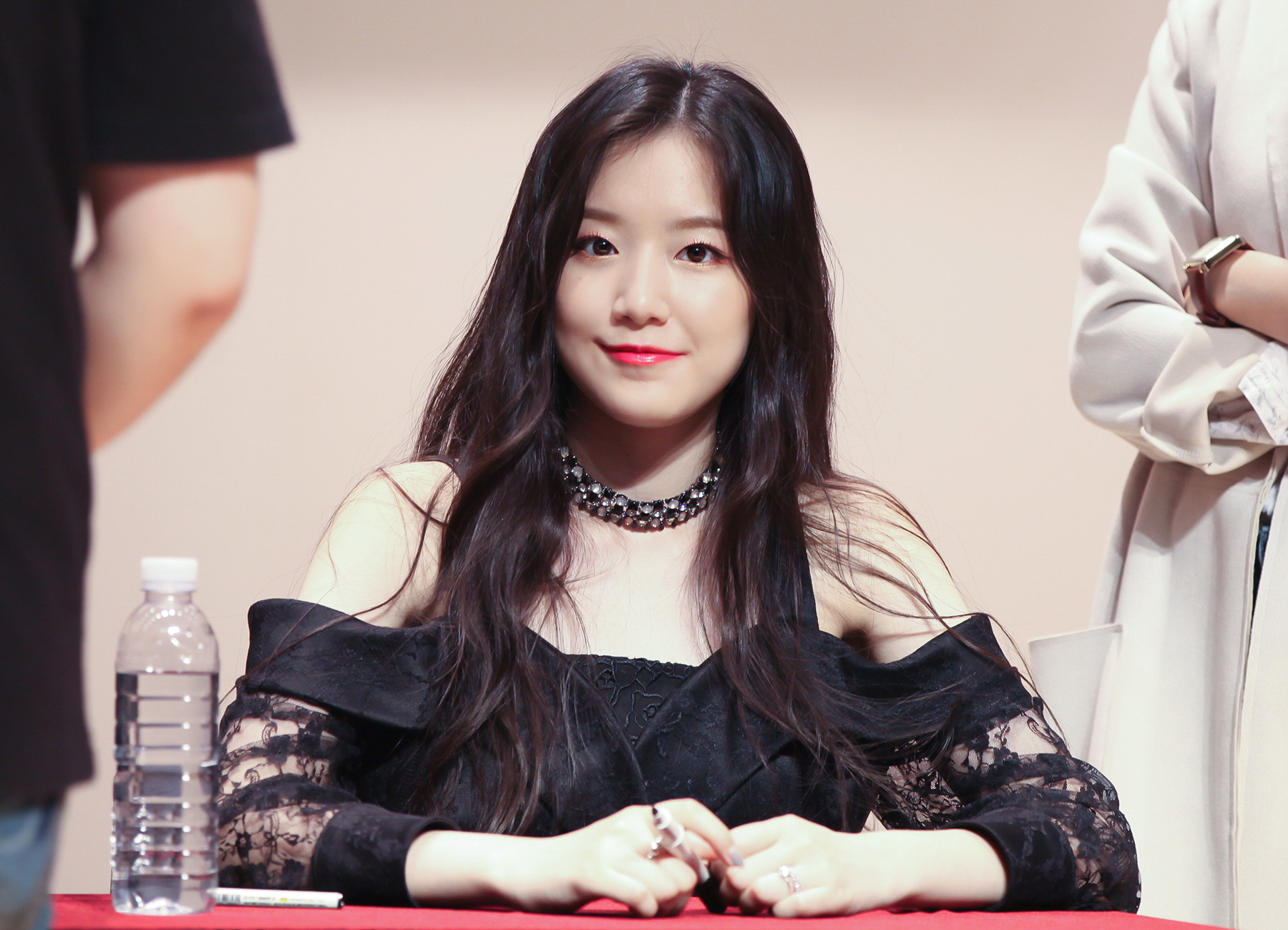
Shuhua en 2018

Après avoir été stagiaire pendant deux ans, elle a fait ses débuts avec (G)I-dle le 2 mai 2018, avec leur mini-album I Am,.
Elle a remporté la médaille de bronze en gymnastique rythmique aux 16e Championnats d'athlétisme Idol Star en 2019. En décembre 2020, elle a rejoint la scène spéciale Maknae du KBS Song Festival 2020, livrant une interprétation de I Don't Know d'Apink aux côtés de Shin Yu-na d'Itzy, Jang Won-young d'Iz*One et Arin d'Oh My Girl. Plus tard en décembre 2020, Shuhua a participé à un épisode de l'émission sud-coréenne Paik Farther Don't Stop The Food! (ko) avec Yuqi dans lequel chacun des candidats a un concours de cuisine.
Elle a été sélectionnée comme animatrice de l'émission de divertissement Web Workdol en 2023. Elle a fait une pause temporaire de ses activités le 8 février 2024, en raison de problèmes de santé, mais elle est revenue le 21 mars 2024, pour la performance de la MLB Seoul Series.
Elle a été sélectionnée pour l'édition de mai des GQ Global Creativity Awards de GQ Taiwan.

## Autres projets
En avril 2024, Shuhua est devenue ambassadrice de la marque Robinmay, une marque de sacs pour femmes, et D+AF, une marque de chaussures.

## Discographie
Pour la discographie de Shuhua avec (G)I-dle, voir (G)I-dle discography.

## Filmographie

### Émission de télévision
| Année | Titre       | Rôle      | Ref. |
| ----- | ----------- | --------- | ---- |
| 2024  | What a Trip | Elle-même | ,    |

### Émissions Web
| Année | Titre        | Rôle          | Remarques                | Ref.   |
| ----- | ------------ | ------------- | ------------------------ | ------ |
| 2023  | Workdol (ko) | Présentatrice | Du 25 mai au 21 décembre | [ 14 ] |

### Apparitions dans des clips vidéo
| Année | Artiste | Chanson | Remarques        | Ref.   |
| ----- | ------- | ------- | ---------------- | ------ |
| 2017  | 10 cm   | Pet     | avec Yoo Seon-ho | [ 22 ] |